# Azovhøjlandet
Azovhøjlandet er et plateau eller en række af bakker i det østlige Ukraine i oblasterne Donetsk og Zaporizhia.
Mod nord grænser det op til Dnepr lavlandet, mod nordøst  til Donetsryggen, mod sydvest til Sortehavslavlandet, mod syd til Azov-lavlandet. Højden varierer mellem 200-250 moh. 
Interessante træk er en række gravhøje lokalt kendt som mohyly. Den højeste bakke er Belmak-Mohyla (Horyla), der er 327 moh.